# Џоун Крофорд
Џоун Крафорд (енгл. Joan Crawford) је била америчка глумица рођена 23. марта 1904. године у Сан Антонију (Тексас), а преминула 10. маја 1977. године у Њујорку. Почевши као плесачица у путујућим позоришним компанијама пре него што је дебитовала на Бродвеју, Крофордова је потписала филмски уговор са Метро-Голдвин-Мејером 1925. У почетку фрустрирана величином и квалитетом својих улога, Крофордова је започела кампању само-публицитета и постала је национално позната као флаперка до краја 1920-их. Тридесетих година прошлог века, Крофордова слава је конкурирала колегиницама из МГМ-а Норми Ширер и Грети Гарбо.
Крофордова се удавала четири пута. Њена прва три брака завршила су се разводом; последњи се завршио смрћу мужа Ал Стила. Усвојила је петоро деце, од којих је једно повратила његова биолошка мајка. Крофордови односи са њених двоје старије деце, Кристином и Кристофером, били су огорчени. Крофордова их је оставила без наследства и, након смрти Крофордове, Кристина је написала мемоаре „испричати све” под називом Mommie Dearest.

## Младост
Рођена Лусил Феј Лесуер, француско-хугенотског, енглеског, холандског и ирског порекла у Сан Антонију, Тексас, била је друго, млађе дете Томас Е. Лесуера, рођеног у Тенесију (2. јануара 1867.-1. јануар 1938), грађевинског радника, и Ане Бел Џонсон рођене у Тексасу (29. новембар 1884-15. август 1958), а касније и госпођа Ана Касин. Према пописним подацима, могуће је да је она била старија. Очигледно је имала мање од 20 година када је њених првих двоје деце рођено. Крофордова је имала једну полусестру, Дејзи Маконел (1901 - 1904), из првог брака своје мајке са новинарком К. Едгар Маконелом (1873 - 1902), и брата Хала Лесуера.
Томас Лесуер напустио је породицу када је Лусил имала десет месеци, на крају се преселивши у Абилин, Тексас, радећи као грађевински радник. Њена мајка се удала за Хенрија Ј. Касина, међутим, брак је у пописним подацима наведен као њен први. Они су живели су у Лотону, Оклахома, где је Касин водио Ремзи оперску кућу; он је успевао да резервише разноврсне и запажене извођаче попут Ане Павлове и Иве Тангеј. Као дете, Крофордова је више волела надимак „Били“ и уживала је гледајући извођења водвиљских дела на сцени позоришта свог очуха. У то време, Крофордова заправо није била свесна да Касин, кога је назвала „тата“, није њен биолошки отац све док јој брат Хал није рекао истину. Касин је наводно почео да је сексуално злоставља када је имала једанаест година, и наставио је све док је нису послали у Академију Ст. Агнес, католичку женску школу.
Почев од детињства, њена амбиција је била да постане плесач. Једног дана, у покушају да побегне са часова клавира, скочила је са предњег трема своје куће и тешко посекла стопало на сломљеној флаши за млеко. Као резултат тога, прошла је кроз три операције како би се поправила штету. Није могла да похађа основну школу, нити да настави са часовима плеса током 18 месеци.
У јуну 1917. породица се преселила у Канзас Сити, Мисури, након што је Касин оптужен за проневеру; иако је ослобођен, био је на црној листи у Латону. Након њиховог пресељења, Касин, католик, уписао је Крофордову на Академију Ст. Агнес у Кансас Ситију. Када су се њена мајка и очух раздвојили, остала је у школи као студенткиња, где је много више времена проводила радећи, пре свега кувајући и чистећи, него учећи. Касније је похађала Рокингамску Академију, такође као студент. Док је била тамо, почела је да се забавља и имала је прву озбиљну везу са трубачем по имену Рај Стерлинг, који ју је наводно инспирисао да се озбиљније посвети академским активностима.
Године 1922, регистровала се на Стивенс колеџу у Коламбији, Мисури, наводећи своју годину рођења као 1906. Похађала је Стивенс само неколико месеци пре него што се повукла схвативши да није спремна за колеџ. Нестабилност њене породице негативно је утицала на Крофордову и њено школовање никада није формално напредовало даље од основног образовања.

## Филмографија
| Улоге Џоун Крафорд |                               |               |              |          |
| Година             | Српски назив                  | Изворни назив | Улога        | Напомена |
| 1932.              | Гранд хотел                   |               | Флемшен      |          |
| 1945.              | Милдред Пирс                  |               | Милдред Пирс |          |
| 1962.              | Шта се догодило са Беби Џејн? |               | Бланш Хадсон |          |

## Аутобиографија
- — (1962). A Portrait of Joan: The Autobiography of Joan Crawford. Doubleday. ISBN 978-1-258-17238-1.
- — (1971). My Way of Life. Simon & Schuster. ISBN 978-0-671-78568-0.